# HSV-7
HSV-7 (bekend als Seven Melbourne) is een Australische televisiezender. Hij maakt deel uit van het Seven Network, een van de commerciële televisienetwerken in Australië.

## Geschiedenis
Het station begon met uitzenden op 4 november 1956, nadat de regering van Australië begon met uitgeven van televisielicenties. HSV-7 en GTV-9 zijn gevormd om de Olympische Zomerspelen van 1956 uit te zenden, terwijl TCN-9 en ATN-7 in Sydney het programma vertraagd uitzonden. 
In het begin was de zender in bezit van The Herald and Weekly Times Ltd, die de krantenThe Herald en The Sun uitgaf (nu gefuseerd als The Herald Sun). In 1995 kocht Kerry Stokes het netwerk.